# Boeing B-47 Stratojet
Pour les articles homonymes, voir B47.

Boeing B-47A Stratojet

Le Boeing B-47 Stratojet est un bombardier moyen à réaction et à long rayon d'action mis en service en 1951 dans l'United States Air Force (USAF). Conçu par la société Boeing Company et produit par l'avionneur ainsi que par des sous-traitants, il est construit à plus de 2 000 exemplaires. Propulsé par six turboréacteurs, il a une vitesse de croisière de plus de 900 km/h et peut voler à plus de 12 000 mètres d'altitude. Les versions les plus abouties du B-47 peuvent emporter plus de 11 tonnes de bombes et disposent d'un rayon d'action de 3 800 km, qui peut être augmenté avec l'usage du ravitaillement en vol.
Le projet B-47 est lancé en 1943, à la suite d'une demande de l'United States Army Air Forces pour un bombardier à réaction. Sur les premières ébauches, l'avion reprend l'architecture du B-29 Superfortress, où les moteurs à pistons sont remplacés par des turboréacteurs plaqués sous les ailes ; le projet évolue rapidement vers le Model 450, qui dispose d'une voilure en flèche et dont les six réacteurs sont placés dans des nacelles suspendues sous les ailes. Cette disposition sera ultérieurement reprise sur le bombardier lourd B-52 Stratofortress puis sur l'avion de ligne 707 ; elle présente une innovation majeure dans la construction des avions à réaction de l'après-guerre et elle aide à concevoir les avions de ligne modernes.
Le B-47 entre en service au sein du Strategic Air Command (SAC) en 1951 ; utilisé dans le cadre de la dissuasion nucléaire américaine, il doit, en cas de conflit, larguer des bombes nucléaires sur l'Union soviétique. Il ne connait jamais le combat mais est un des piliers de la force de bombardement américaine tout au long des années 1950 et au début des années 1960. Il est également utilisé pour des missions de reconnaissance, de guerre électronique jusqu'en 1969 et sert de plate-forme d'essai jusqu'en 1977.

## Développement

### Origines
L'origine du B-47 remonte à une demande informelle pour un bombardier de reconnaissance à réaction émise par l'United States Army Air Forces en 1943 pour encourager les industriels à commencer des recherches sur les avions à réaction,,. Boeing fait partie des nombreuses sociétés qui répondent à l'appel d'offres ; son modèle initial, le Model 424 est une version réduite du B-29 Superfortress à pistons équipé de quatre réacteurs montés dans des nacelles doubles placées sous les ailes,. L'année suivante, ce concept évolue vers la proposition pour un nouveau bombardier capable d'atteindre 720 km/h, d'un plafond opérationnel de 13 700 m et disposant d'un rayon d'action de 5 600 km,.
North American, Convair, Boeing et Glenn L. Martin Company soumettent leurs projets pour un nouveau bombardier à réaction à long rayon d'action en décembre 1944. Des tests en soufflerie montrent que la trainée du Model 424 est trop élevée, ce qui pousse les ingénieurs à déplacer les réacteurs à l'intérieur du fuselage. L'USAAF accorde des contrats d'études aux quatre avionneurs, demandant à North American et à Convair de se concentrer sur des quadriréacteurs (qui donneront naissance aux North American B-45 Tornado et Convair XB-46) tandis que Boeing et Martin doivent travailler sur des appareils possédant six réacteurs (le B-47 et le Martin XB-48). La propulsion est assurée par des turboréacteurs TG-180 fabriqués par General Electric.

### Ailes en flèche
Après la défaite de l'Allemagne au printemps 1945, des scientifiques américains inspectent les laboratoires d'aéronautique allemands à la recherche d'informations pouvant aider le développement des appareils américains. Les ingénieurs de chez Boeing étudient les rapports allemands concernant les effets d'un angle de flèche sur les performances des appareils à proximité du mur du son, et stoppent les recherches sur une conception avec une aile droite pour se concentrer sur l'aile en flèche,.
Le nouveau Model 448, qui comprend une aile en flèche mais conserve les réacteurs au sommet du fuselage et possède deux autres réacteurs dans l'empennage, est présenté en septembre 1945. L'USAAF refuse cette disposition qui rend catastrophique un feu dans un réacteur,. Les réacteurs sont donc déplacés dans des nacelles aérodynamiques sous les ailes, menant au Model 450 qui possède une nacelle double à environ un tiers de l'aile et un autre réacteur à l'extrémité de celle-ci. Cette configuration plait à l'USAAF et les ingénieurs continuent de travailler sur le projet en déplaçant les réacteurs des extrémités aux trois-quarts des ailes. Contrairement aux modèles antérieurs du constructeur (voir : XB-44, YB-40), ni les ailes, étroites et haut placées, ni les nacelles moteur n'offrent la place pour abriter les roues ; un train d'atterrissage « monotrace » est donc choisi, avec deux atterrisseurs principaux en tandem sous le fuselage complétés de deux balancines déployées sous les nacelles intérieures. Ce train d'atterrissage monotrace, innovant pour l'époque, est préalablement testé sur un B-26 Marauder modifié, redésigné XB-26H,. Comme ce train bicycle rend impossible le cabrage de l'appareil au décollage, il est conçu de façon à réaliser le plan d'inclinaison nécessaire, relativement à l'horizontale au sol,.

### L'USAAF choisit Boeing
L'USAAF est enthousiasmé par le Model 450 et en avril 1946, elle commande deux prototypes désignés comme « XB-47 » dont la construction commence en juin 1947. Le premier XB-47 est terminé le 12 septembre 1947, quelques jours avant que l'USAAF ne devienne l'United States Air Force (USAF). Le prototype effectue son premier vol le 17 décembre 1947 (le jour anniversaire du premier vol des frères Wright, le 17 décembre 1903) à l'aéroport Boeing-Comté de King à Seattle.

## Descriptif technique

### Vue d'ensemble

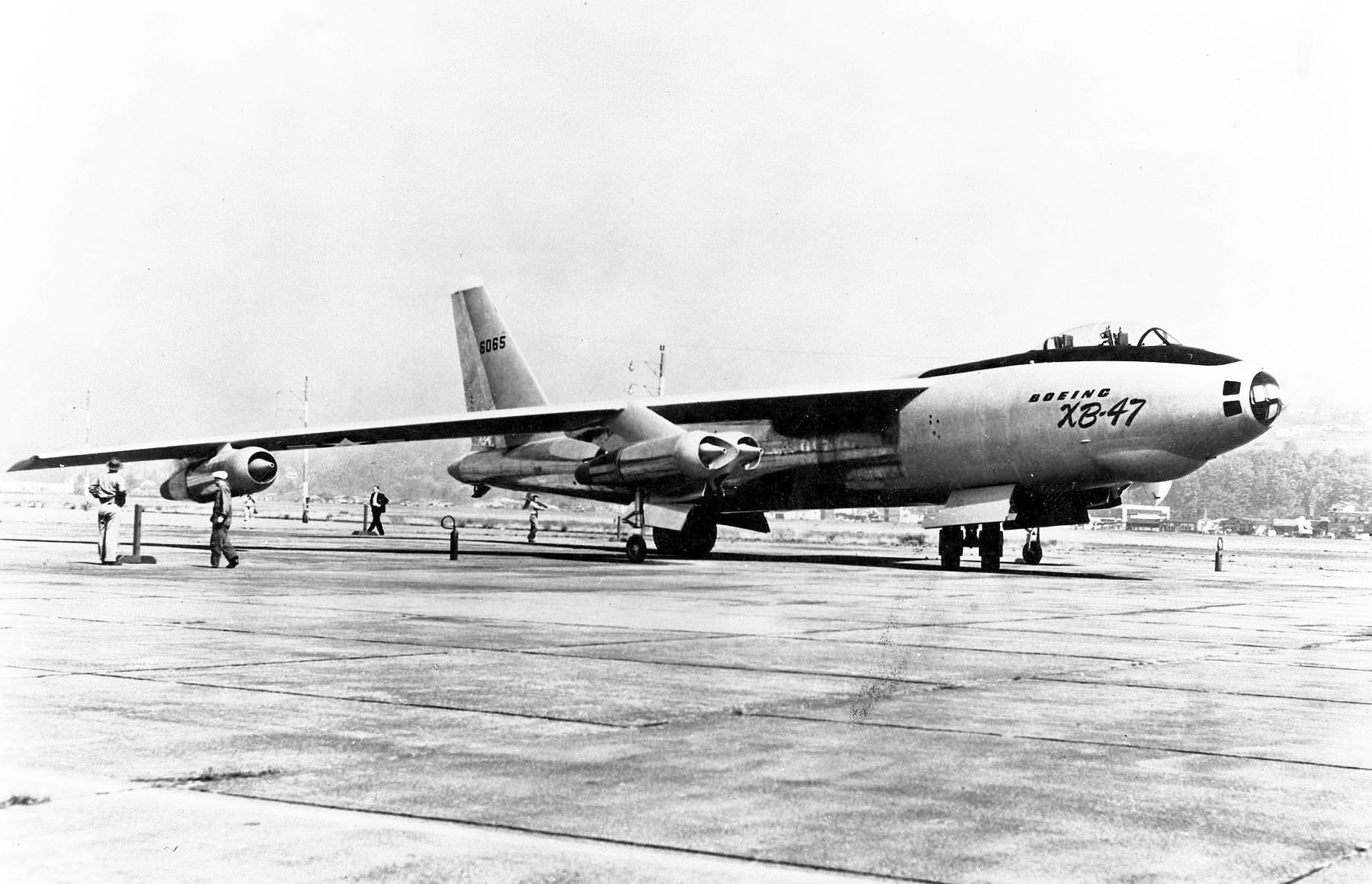
Le premier Boeing XB-47 construit, le 1 décembre 1947.

Le XB-47 qui ne ressemble à aucun autre bombardier de l'époque est décrit par les observateurs comme un « résultat élégant et raffiné technologiquement en avance ». Ses ailes en flèche à 35° et les réacteurs situés dans des nacelles sous les ailes préfigurent la forme des futurs avions de ligne. Les performances attendues sont si élevées qu'il doit pouvoir être aussi rapide que les chasseurs et l'armement défensif se résume à deux mitrailleuses de 12,7 mm situées dans une tourelle de queue devant être dirigées par un système de tir automatique. Les deux XB-47 ne reçoivent pas cette tourelle lors des essais et ne disposent d'ailleurs d'aucun équipement de combat.
La quantité de carburant emportée est énorme (64 400 l), le triple de celle emportée par le B-29. Cela signifie que le copilote doit constamment maintenir l'équilibre de ce poids pour conserver un centre de gravité stable en vol. Les premiers prototypes sont équipés de réacteurs J35 de General Electric mais ceux-ci ne produisent pas assez de poussée à faible vitesse. Pour aider les bombardiers lourdement chargés à décoller, le XB-47 est équipé de 18 fusées JATO.
Le B-47 nécessite une vitesse d'atterrissage de 330 km/h du fait de sa charge alaire élevée. Pour réduire la distance d'atterrissage, l'appareil est équipé d'un parachute de 10 mètres de diamètre (les inverseurs de poussée ne sont encore qu'un rêve lointain).
Le XB-47 est conçu pour emporter un équipage de trois personnes dans un compartiment pressurisé à l'avant. Le pilote et le copilote sont placés en tandem dans une longue verrière semblable à celle des chasseurs et le navigateur se trouve dans une extension du compartiment située dans le nez de l'appareil. Le copilote est responsable de la mitrailleuse arrière et le navigateur s'occupe du bombardement. La verrière est coulissante d'avant en arrière mais le cockpit étant situé très en hauteur l'équipage entre par une porte située sous l'appareil. Lors des essais, la verrière s'envole, tuant le pilote. Le copilote parvient à poser l'appareil.
Le second prototype du XB-47 réalise son premier vol le 21 juillet 1948 et est équipé de réacteurs J47 plus puissants.
À la mi-1948, la compétition de l'Air Force permet déjà de choisir le North American B-45 Tornado face au Convair XB-46. Le B-45 remporte cette partie de la compétition et l'USAF lance une production limitée de l'appareil. Néanmoins, cette production s'arrêterait si les deux autres appareils en compétition, le Boeing XB-47 et le Martin XB-48 se révélaient supérieurs. C'est finalement le XB-47 qui remporte la compétition et le B-45 n'est produit qu'à 139 exemplaires. Un contrat concernant la fabrication de dix appareils est signé le 3 septembre 1948.

### Armement
Son armement défensif était composé de 2 canons automatiques M24A1 de 20 mm dans une tourelle de queue guidé, pour la version B-47E, par un radar AN/APG-39.
Sa charge offensive de 11 000 kg pouvait comprendre soit :
- 2 bombes nucléaires Mk.15 (3,8 mégatonnes) ;
- 1 bombe nucléaire B41 (25 mégatonnes) ;
- 1 bombe nucléaire B53 (9 mégatonnes) ;
- 28 bombes conventionnelles de 230 kg.

## Histoire opérationnelle

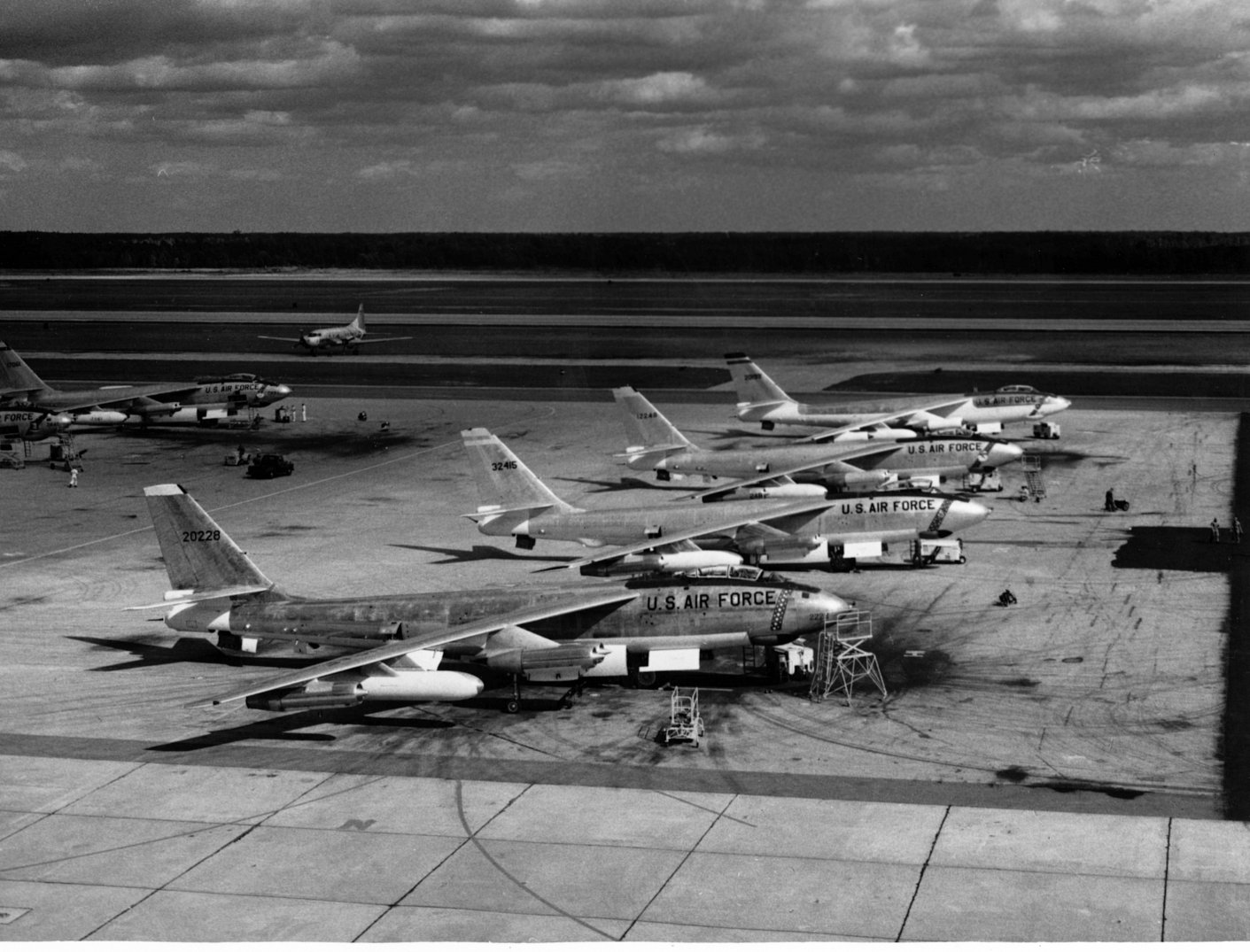
Des B-47E alignés sur une base aérienne dans les années 1950.

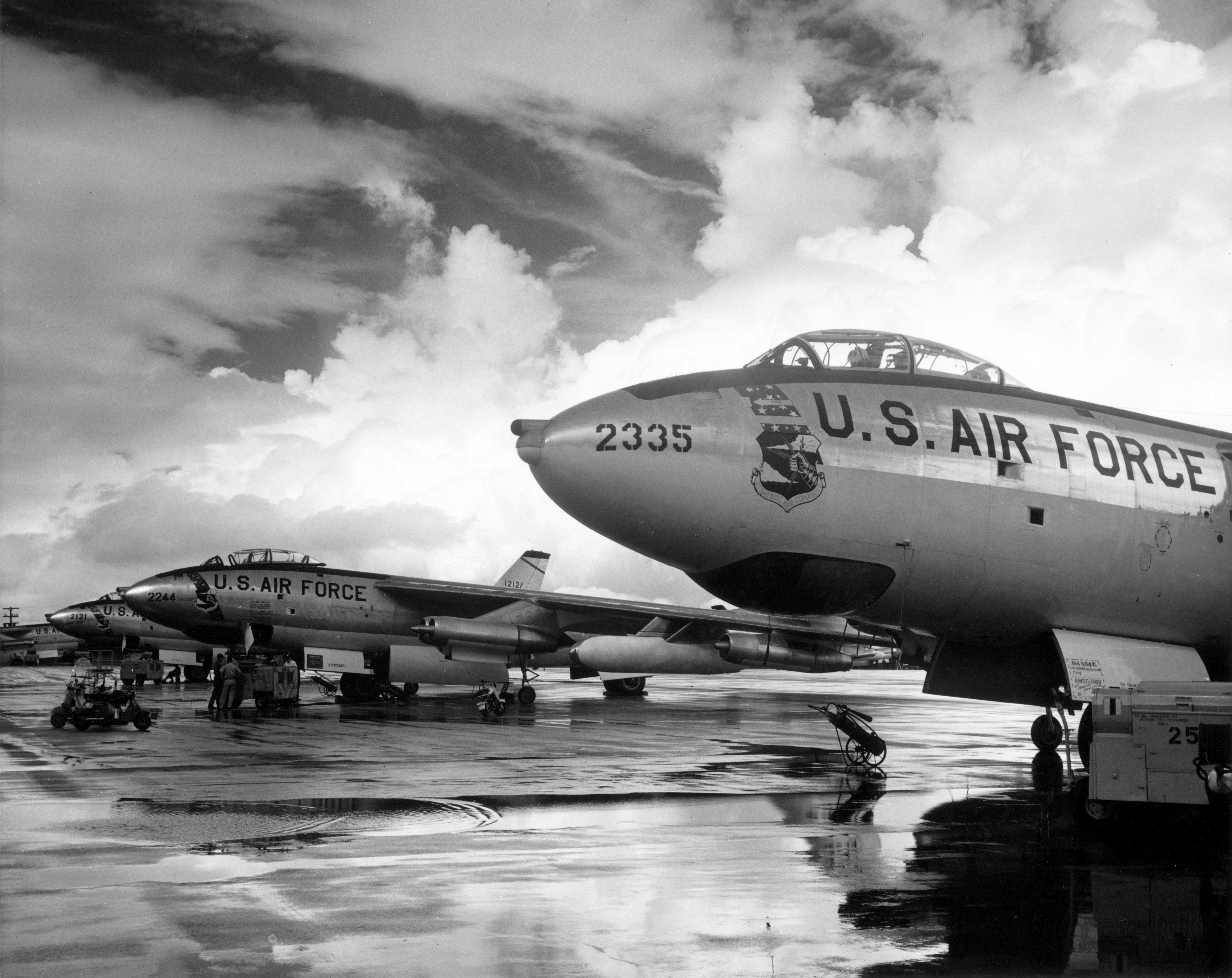
B-47 après la pluie.

Le SAC utilise les B-47 et ses variantes de 1951 à 1965.
Lorsque le B-47 commence à être livré à l'Air Force, la plupart des équipages sont excités à l'idée de piloter ce nouvel appareil dont les performances sont plus proches de celles d'un chasseur que de celles du bombardier existant du SAC, le Convair B-36 Peacemaker. Le B-47 est si rapide que dans les premières années, il bat aisément plusieurs records.

### Entraînement et problèmes
Le B-47 est lent au décollage et trop rapide à l'atterrissage, ce qui n'est pas une combinaison agréable. Si le pilote atterrit avec un mauvais angle, l'appareil rebondit sur la piste et peut se retourner. Les avions sont donc soumis à des restrictions de vitesse à basse altitude. L'entraînement permet de limiter les accidents et peu d'équipages redoutent l'appareil. La charge de travail de l'équipage est élevée, avec seulement trois membres d'équipage. Le Boeing B-52 Stratofortress compte six aviateurs avec bien plus d'espace.
La fiabilité du B-47 est considérée comme bonne. Le seul problème majeur et récurrent est la faiblesse de l'avionique, compréhensible, compte tenu de la technologie en tubes électroniques disponible à l'époque et de la perpétuelle nécessité de loger une partie de cet équipement hors du compartiment pressurisé. Un grand travail est réalisé pour en améliorer la tenue mais cet aspect n'en restera pas moins problématique, tout au long de la carrière du B-47.
Plusieurs modèles de B-47 incluent un réservoir de carburant équipé d'un système de sécurité. La glace sèche se transforme en dioxyde de carbone gazeux lorsque les pompes à carburant fonctionnent ou lors d'un ravitaillement. Le CO2 est ensuite pompé dans les réservoirs de carburant pour réduire la quantité d'oxygène et ainsi réduire le risque d'explosion.
Les missions initiales incluent des missions de bombardement où l'appareil grimpe et largue les bombes lors de la montée pour offrir au bombardier le maximum de temps de fuite avant leur explosion. Cette manœuvre qui soumet cependant le bombardier à de sévères contraintes est supprimée ensuite.

### Premières années
En 1956, l'US Air Force dispose de 28 escadrilles de bombardiers B-47 et cinq escadrilles de RB-47 de reconnaissance. Les bombardiers forment la première ligne de la dissuasion nucléaire américaine et opèrent depuis des bases au Royaume-Uni dont RAF Fairford et RAF Lakenheath, au Maroc, en Espagne, en Alaska, au Groenland et à Guam. Un tiers des B-47 sont toujours en état d'alerte à proximité de la piste avec les réservoirs pleins et les armes nucléaires chargées prêts à bombarder l'Union soviétique à la moindre alerte.
Les équipages s'entraînent à réaliser des « minimum interval takeoffs (MITO) » (décollages avec intervalles minimums), avec des bombardiers s'élançant toutes les quinze secondes. Cela peut être dangereux car les bombardiers engendrent des turbulences et la première génération de réacteurs à injection d'eau dégage une fumée épaisse aveuglant les pilotes de l'appareil suivant. L'entraînement opérationnel des B-47 consiste en des bombardements à haute altitude et des frappes à basse altitude jugées plus efficaces pour percer la défense soviétique.
Le B-47 représente la colonne vertébrale du SAC jusqu'à ce que le B-52 puisse assumer le rôle de bombardier nucléaire. La production cessa en 1957. Les opérations stratégiques des 2 000 bombardiers B-47 nécessitent 800 ravitailleurs Boeing KC-97 Stratofreighter.

### Dernières années
Les contraintes et la fatigue engendrées par des opérations à basse altitude provoquent de nombreux incidents dans les ailes et des crashes. Un large programme de reconstruction est lancé en 1958 pour renforcer les attaches des ailes.

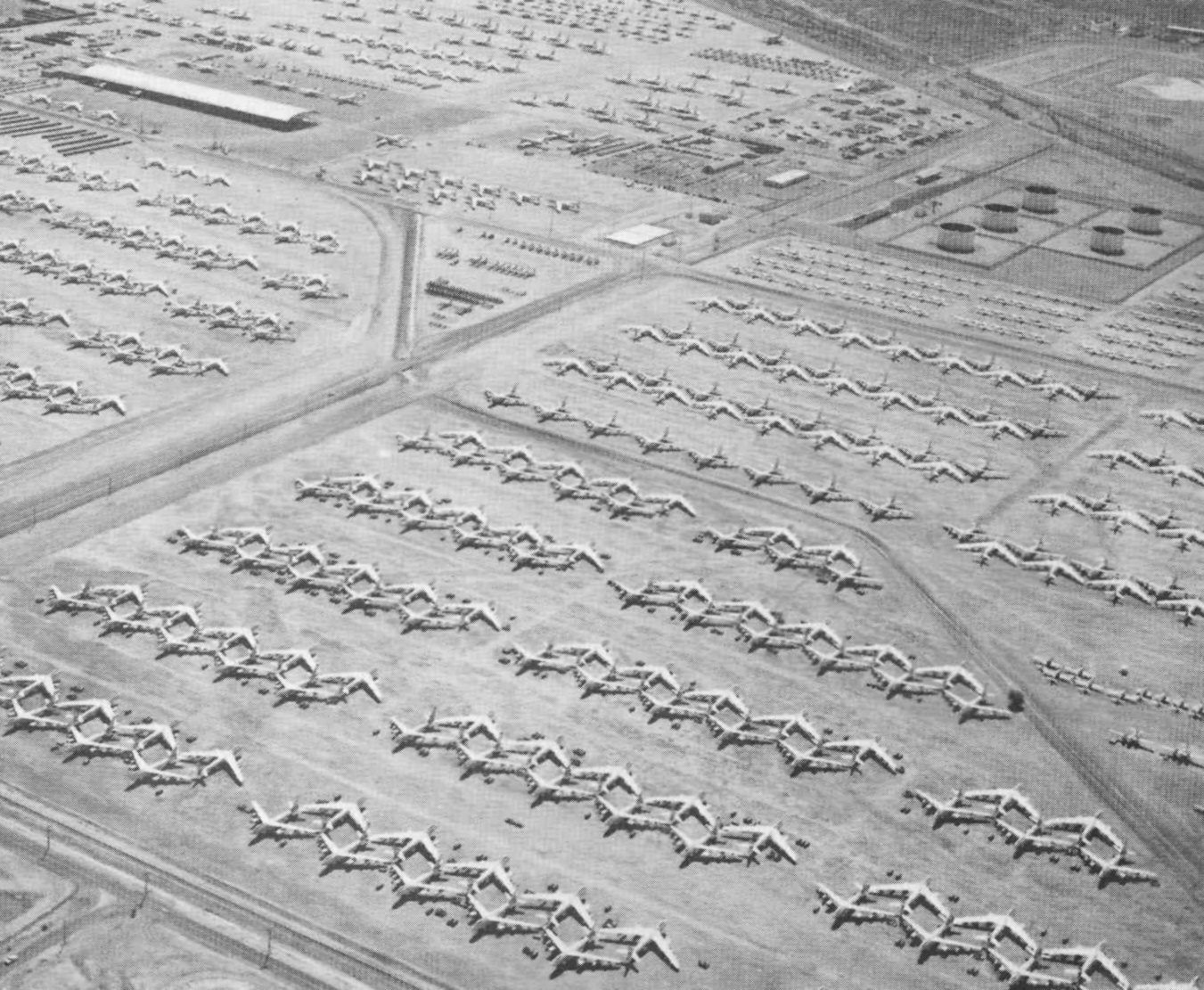
B-47 réformés à la base Davis–Monthan, dans les années 1960.

Un autre incident notable impliquant le B-47 qui a lieu le 5 février 1958 près de Savannah en Géorgie est surnommé le crash de l'île Tybee. Un B-47 basé sur la base de Homestead en Floride est engagé dans un exercice de combat contre un F-86 Sabre, le bombardier simule une attaque et le chasseur assure la défense. Comme c'est le cas lors des exercices de l'époque, le B-47 transporte une bombe thermonucléaire Mark 15 de 3 400 kg non équipée de son noyau. Durant l'exercice, le F-86 percute le B-47. Le pilote du F-86 réussit à s'éjecter mais le B-47 souffre de dommages importants dont la perte de l'un de ses réacteurs. Le pilote doit effectuer un largage « sûr » de la bombe près de l'île Tybee après trois atterrissages non réussis à la base Hunter près de Savannah. La bombe est larguée et l'appareil parvient à se poser. Des recherches de neuf mois sont organisées pour retrouver la bombe non armée mais elles échouent,,. Aujourd'hui, la bombe n'a toujours pas été retrouvée.
La suppression des escadrilles de B-47 commence en 1963 et les derniers appareils sont retirés en 1965. L'US Navy continue d'utiliser occasionnellement le B-47 jusqu'en 1976. Le dernier vol d'un B-47 a lieu le 17 juin 1986 lorsqu'un B-47E vole de la Naval Air Weapons Station China Lake en Californie à la base de Castle en Californie pour être exposé dans le musée de la base.
Au moins 142 appareils ont été détruits (dont 3 par la chasse soviétique) ou rendu irréparables à la suite d'accidents.

### Reconnaissance
Les seuls B-47 qui réalisent des missions s'approchant de véritables situations de combat sont les variantes de reconnaissance. Les B-47 opèrent depuis tous les aéroports donnant accès à l'URSS et réalisent des missions dans l'espace aérien soviétique à partir de 1952. Au moins cinq appareils sont la cible de tirs et trois d'entre eux sont abattus. Les B-47 peuvent répondre avec la tourelle de queue mais il ne semble pas qu'ils aient causé de dommages à des appareils ennemis.
Le 8 mai 1954, après une mission de reconnaissance secrète au-dessus de la péninsule de Kola, un RB-47 de la 91e escadrille de reconnaissance basé à la base de Gloucestershire au Royaume-Uni retourne vers sa base. Le RB-47E vole à haute altitude, hors de portée des MiG-15. Cependant des MiG-17, encore inconnus des renseignements américains sont basés dans la zone et ceux-ci peuvent intercepter le bombardier américain. Le RB-47 est pris en chasse par trois MiG-17 qui tentent de l'abattre au-dessus de l'espace aérien soviétique et finlandais. Bien qu'ayant subi de lourds dégâts, le RB-47 parvient à atteindre la Suède et à rentrer à sa base en Grande-Bretagne. Sa vitesse de pointe et son rayon d'action, supérieurs à ceux des intercepteurs soviétiques, sont des facteurs décisifs. L'incident est gardé secret par les deux pays.
Un B-47 volant au-dessus de la péninsule de Kamtchatka le 17 avril 1955 est intercepté et abattu par un MiG-15 dans l'espace international. Entre le 21 mars et le 10 mai 1956, 16 RB-47E et 5 RB-47H opèrent depuis la base aérienne de Thulé et réalisent 156 vols au-dessus de la Sibérie dans le cadre du projet Homerun. Les soviétiques protestent violemment mais les États-Unis évoquent des « problèmes de navigation ».
Le 1er juillet 1960, un chasseur MiG-19 de la Voyska PVO abat un RB-47H dans l'espace aérien international au-dessus de la mer de Barents. La dernière confrontation connue a lieu le 27 avril 1965 lorsqu'un ERB-47H est attaqué par un MiG-17 nord coréen au-dessus de la mer du Japon. Le bombardier parvient cependant à rentrer à la base de Yokota avec deux moteurs hors service.
Certains B-47 sont utilisés lors de la guerre du Viêt Nam pour mener des missions de collecte d'informations. Ils sont finalement remplacés par les Boeing RC-135 plus efficaces. Le dernier RB-47H est retiré le 29 décembre 1967.
Les 15 derniers RB-47E construits en décembre 1955 reçoivent des équipements supplémentaires dont des récepteurs pour récupérer des échantillons d'air pour étudier les retombées radioactives à la suite d'essais nucléaires. Ces appareils reçoivent la désignation RB-47K et sont généralement utilisés pour des missions de reconnaissance météorologique et larguent des catasondes le long du parcours de l'appareil. Les données sont renvoyées vers le B-47 et traitées par le navigateur. Les RB-47K restent en service jusqu'en 1963.

## Opérateurs
États-Unis
- United States Air Force
- United States Navy

 Canada

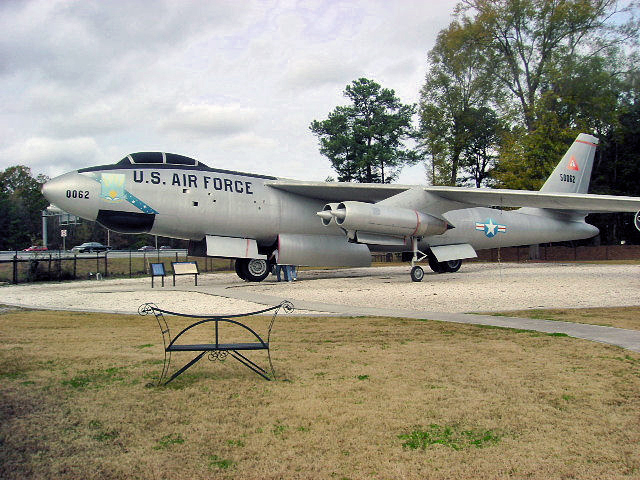
Un B-47 exposé au Mighty Eighth Air Force Museum en Géorgie.

- Aviation royale du Canada : un B-47 est loué au Canada et converti par Canadair en tant que CL-52 pour tester les réacteurs du Avro CF-105 Arrow en 1956.

## Versions
| Variante   | XB-47 | B-47A | B-47B | B-47E | RB-47E | RB-47H | ERB-47H | RB-47K |
| Construits | 2     | 10    | 399   | 1 341 | 240    | 32     | 3       | 15     |

Un total de 2 042 exemplaires du B-47 sont construits,.

### XB-47
Deux prototypes sont construits ; ils sont propulsés par six réacteurs J35-GE-7 qui sont ultérieurement remplacés par des réacteurs J47-GE-3.

### B-47A

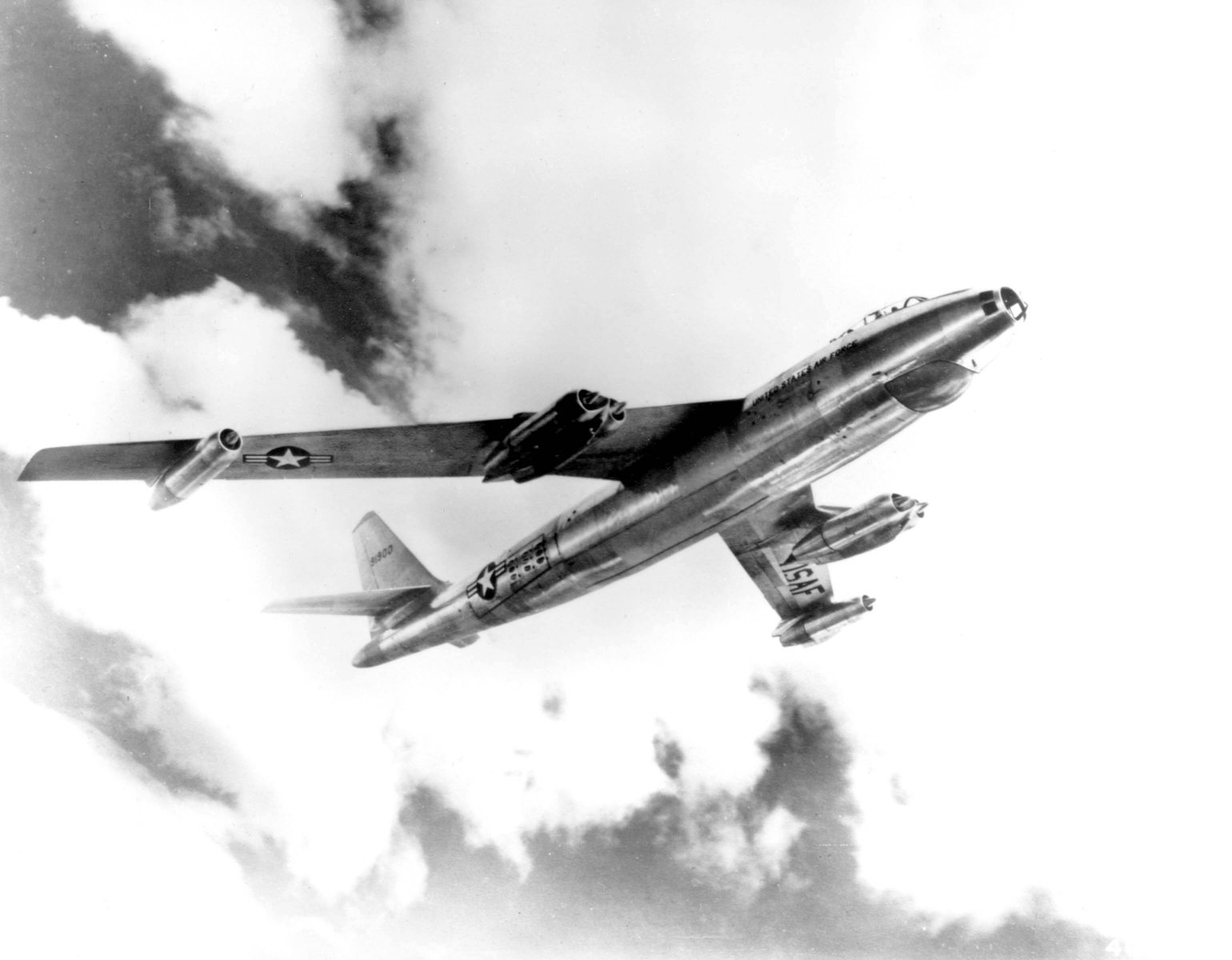
Un B-47A Stratojet, décrit par la presse comme étant le « bombardier le plus rapide au monde », volant près de l'usine Boeing de Wichita, 11 août 1950.

Les premiers appareils sont désignés « B-47A » et servent uniquement pour des essais. Le premier est livré en décembre 1950. La configuration des B-47A est proche de celle des prototypes XB-47. Ils sont équipés de réacteurs J47-GE-11 et de fusées JATO intégrées au fuselage. Ils sont équipés de sièges éjectables. Le pilote et le copilote sont éjectés vers le haut tandis que le navigateur est éjecté vers le bas. L'altitude minimale pour l'éjection est ainsi de 150 mètres. Alors que les XB-47 ont été construits à l'usine Boeing de Seattle, tous les B-47 sont construits à l'usine gouvernementale de Wichita dans le Kansas, où la compagnie a construit les B-29. Le changement est effectué car l'usine de Seattle est surchargée à cause de la production des KC-97 Stratofreighter. La plupart des B-47A sont retirés au début de l'année 1952 et un autre réalise des vols d'essais pour le NACA (ancêtre de la NASA) pendant quelques années. Alors que l'Air Force retire ses B-47, la guerre froide se réchauffe en Corée. Le SAC a donc besoin d'un vecteur de dissuasion nucléaire pour tenir à distance les Soviétiques et le B-47 est un très bon outil pour cette mission.

### B-47B

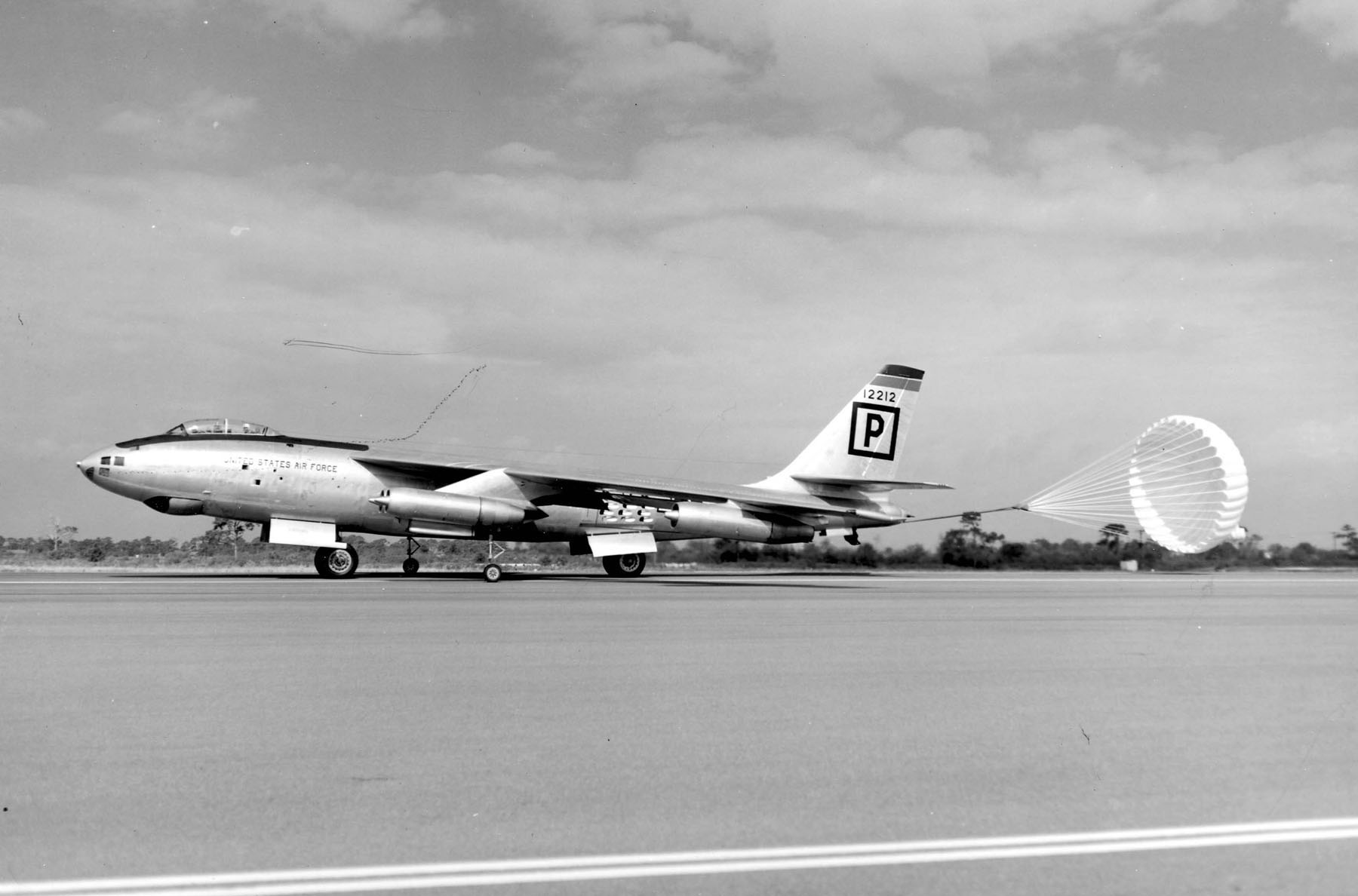
Un Boeing B-47B à MacDill Air Force Base, en Floride, atterrissant avec son parachute de freinage déployé.

À la suite d'une série de contrats préliminaires pour la production de B-47 en novembre 1949, avant le premier vol du B-47A, l'Air Force commande 87 B-47B, la première série opérationnelle. Le premier B-47B vole pour la première fois le 26 avril 1951. 399 appareils sont construits dont huit construits par Lockheed et dix construits par Douglas avec des pièces détachées de Boeing.
Ils sont tous équipés de systèmes de combats. Certains appareils présentent un périscope dans le nez de l'appareil après que le nez en plexiglas ait été remplacé par un nez en métal. La soute à bombe est plus petite que celle des XB-47 et des B-47A car la taille des bombes nucléaires a diminué entretemps. Il peut cependant emporter une plus grande quantité de bombes, jusqu'à 8 200 kg. Tous les B-47B sont équipés de la tourelle arrière avec les deux canons de 20 mm jumelés. Le système radar censé orienter les canons se révèle si peu fiable que sur certains appareils, le copilote peut faire pivoter son siège pour orienter directement les canons.
En pratique, même son énorme capacité en carburant ne permet pas au B-47 un rayon d'action propre à satisfaire les ambitions de l'Air Force ce qui lui vaut à l'origine les critiques acerbes des cercles supérieurs de l'armée de l'air. La solution à ce problème sera d'équiper les appareils de « réceptacles » permettant le ravitaillement en vol par des KB-50 ou des KC-97. C'est d'ailleurs l'une des principales raisons à la suppression du nez en plexiglas pour le navigateur. Les B-47B peuvent emporter en outre une paire de réservoirs largables entre les nacelles internes et externes d'une capacité importante de 6 750 L.
Le B-47B est bien plus léger que le B-47A, ceci étant dû en partie à la suppression des sièges éjectables, et un panneau est conçu pour faciliter la sortie de l'équipage. Cette solution est très peu populaire au sein des équipages, sortir de l'appareil devenant nettement plus risqué.

### B-47E

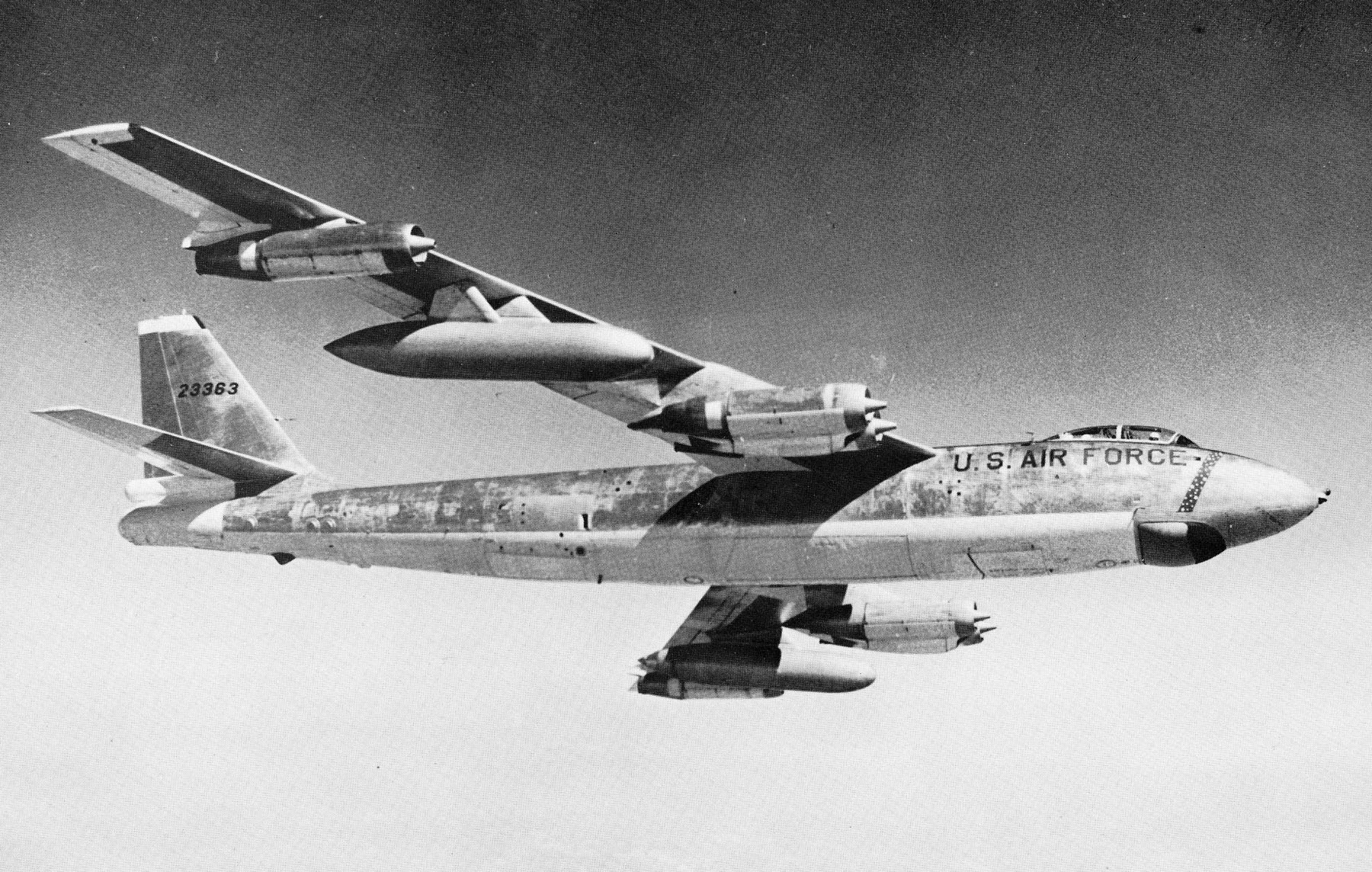
Boeing B-47E en vol.

Le premier B-47E vole le 30 janvier 1953. Quatre « séries » de B-47E sont construites, chacune incorporant des améliorations par rapport aux anciennes versions. Les anciennes séries sont généralement mises au niveau de la nouvelle.
Des fusées JATO sont installées sur les B-47E. Au départ, 18 fusées sont installées mais elles sont rapidement remplacées par un « collier » largable de 33 fusées en 3 rangées. Le projet d'implanter les fusées JATO à l'intérieur du fuselage est abandonné à cause de la proximité des réservoirs de carburant et parce qu'une fois vides, elles sont un poids mort. Les «colliers » sont largués juste après le décollage.

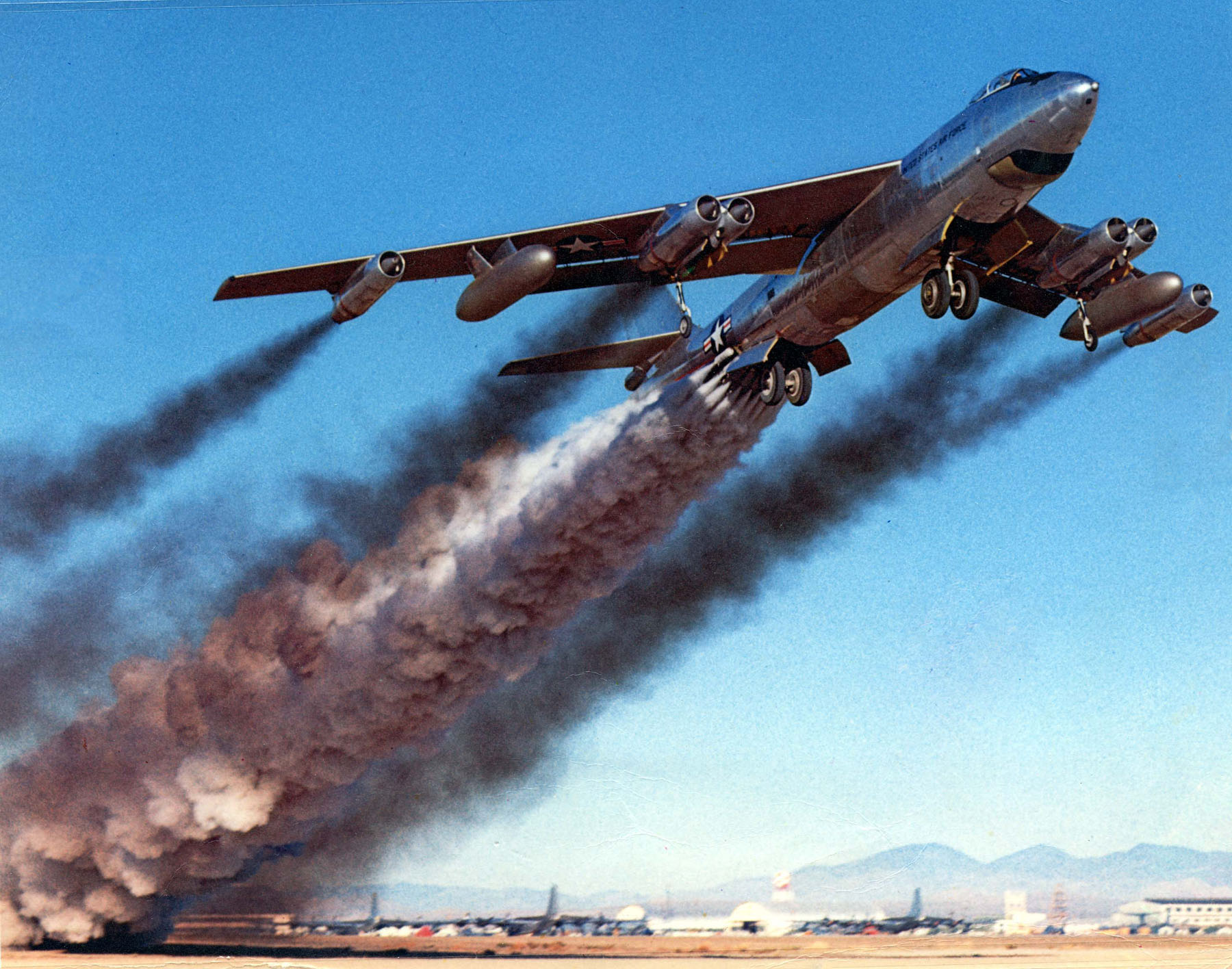
B-47 utilisant des fusées JATO pour réduire la distance de décollage.

La capacité interne en carburant est réduite pour économiser du poids. Cela est considéré comme acceptable grâce à l'usage de réservoirs externes et au développement du ravitaillement en vol. Les B-47E voient le retour des sièges éjectables, ce qui est apprécié par les équipages. De plus, les deux mitrailleuses de 12,7 mm dans la queue sont remplacées par deux canons de 20 mm offrant une plus grande puissance de feu. Une nouvelle série de B-47E reçoit un équipement de guerre électronique comprenant des paillettes et un brouilleur de radar dans un saillant sous le fuselage. La quatrième série est une évolution importante par rapport aux séries précédentes. Elle comprend un train d'atterrissage renforcé, une plus grande autonomie et la charge utile passe à 11 300 kg.

### RB-47E
Le B-47E sert de base pour la construction de versions de reconnaissances. Ce sont les seuls appareils à avoir connu des situations de combat. Ils opèrent depuis quasiment tous les aéroports permettant d'approcher l'URSS. Boeing-Wichita construit 240 variantes de reconnaissance RB-47E, semblables aux B-47E mais disposant d'un nez allongé de 86 cm permettant d'emporter 11 caméras. Ils peuvent utiliser des fusées éclairantes lors des missions de reconnaissance nocturnes. Bien qu'il puisse être ravitaillé en vol, le RB-47E voit sa capacité de carburant augmenter jusqu'à 70 000 l. Le navigateur contrôle les caméras.

### RB-47H/ERB-47H
Un total de 32 RB-47H sont construits pour mener des missions de renseignement d'origine électromagnétique et doivent collecter des informations sur les systèmes radars et les signaux de communications ennemis. La soute à bombes est remplacée par un cabine pressurisée aménagée pour l'officier de guerre électronique. Le premier RB-47H est livré en août 1955. Les RB-47H et ERB-47H sont de bons appareils mais le compartiment en soute est exigu et mal isolé du bruit et du froid, ce qui rend les missions de 12 heures très inconfortables et épuisantes. Comme l'éjection par le bas (à travers le radôme ventral) de l'officier de guerre électronique est impossible au sol ou à proximité de celui-ci, l'officier est assis dans le cockpit comme dans un bobsleigh durant le décollage et l'atterrissage et doit ensuite se contorsionner jusqu'à sa cabine à travers un compartiment non pressurisé durant la montée de l'avion. Le dernier RB-47H à être retiré du service actif est utilisé pour tester le nez du futur F-111.

### Appareils convertis et projets
- RB-47B : en attendant la mise en service du RB-47E de reconnaissance, l'Air Force envisage la construction d'une versions spécialisée pour la reconnaissance en modifiant des B-47B de bombardement. En raison des délais, la première version de reconnaissance est finalement le RB-47E mais avant l'arrivée d'un nombre suffisant d'appareils, 24 B-47B sont modifiés. Ils sont désignés RB-47B et peuvent alors recevoir la nacelle pressurisée équipée de huit caméras arrimée dans l'avant de la soute à bombe. Ils ne peuvent réaliser que des missions de reconnaissance diurnes.
- TB-47B : un total de 66 B-47B sont convertis en avions d'entrainement TB-47 par l'ajout d'un quatrième siège pour l'instructeur et la suppression de la tourelle arrière. Ils servent pour former les équipages tout au long des années 1950.
- MB47-B : avec l'introduction de la bombe à hydrogène bien plus puissante, pour éviter de sacrifier des aviateurs lors de l'explosion l'USAF envisage la conversion de quelques B-47B en drones MB-47B qui auraient été l'équivalent de simples missiles de croisière, transportant une bombe H. Le programme est désigné par « Brass Ring » et des tests révèlent que le projet était irréalisable et qu'une bombe équipée d'un parachute offre suffisamment de temps pour permettre à l'avion de s'éloigner. Le programme est annulé le 1er avril 1953.

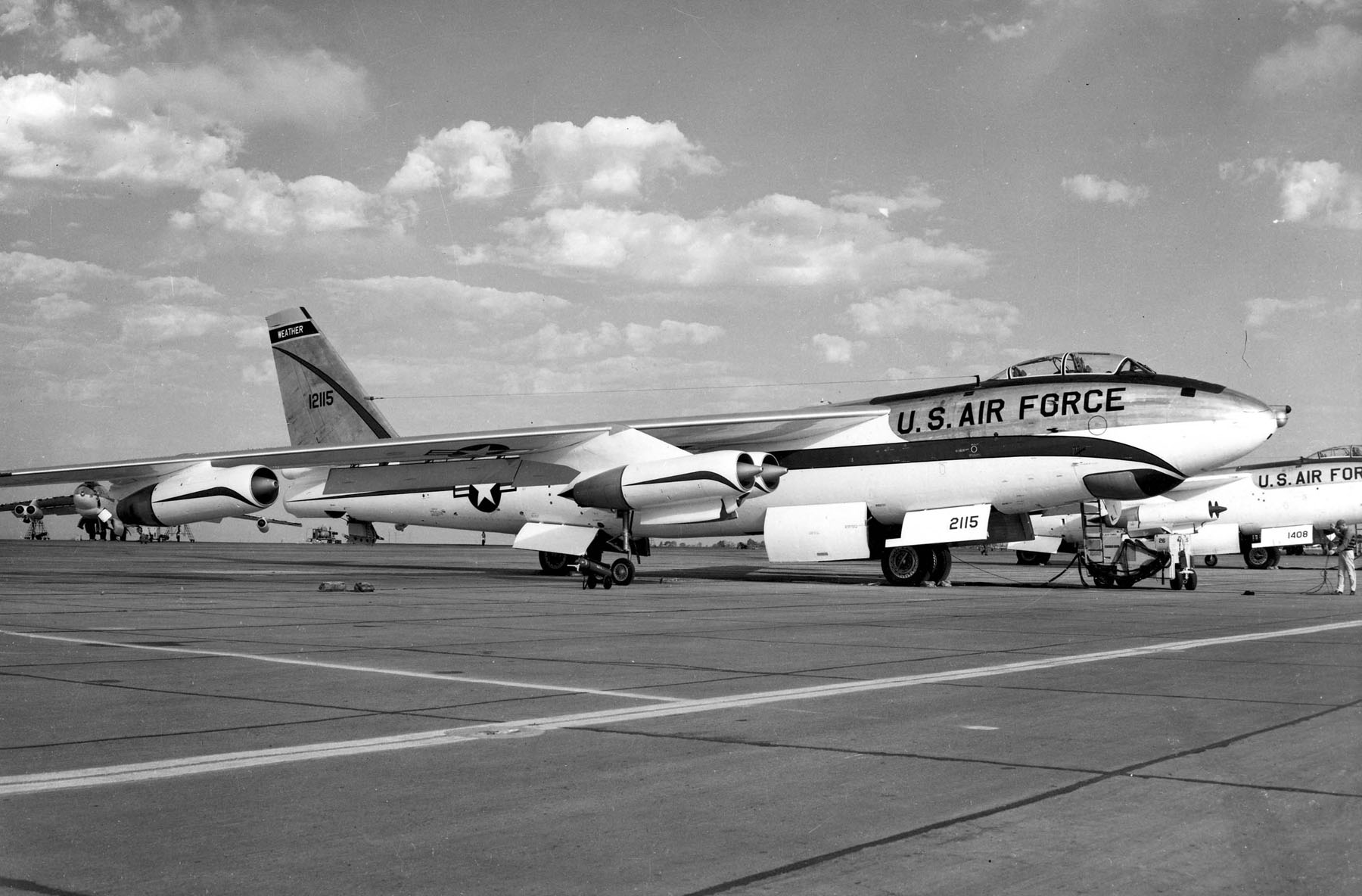
Le WB-47B, de reconnaissance météorologique, utilisé par le 55th Weather Reconnaissance Squadron.

- WB-47B : en 1956, un B-47B est converti en appareil de reconnaissance météorologique WB-47B qui est utilisé par le Military Air Transportation Service (en) (MATS) faisant de lui l'un des rares B-47 à ne pas avoir été utilisé par le SAC. Il reste en service jusqu'au milieu des années 1960.
- Canadair CL-52 : l'une des variantes les plus surprenantes du B-47 est le Canadair CL-52 prêté à l'Aviation royale du Canada pour tester le nouveau réacteur Orenda Iroquois destiné à l'intercepteur Avro CF-105 Arrow[25]. Canadair Aircraft attache le réacteur, sensiblement plus grand que ceux du B-47, sur le côté droit du fuselage près de la queue car c'est le seul endroit où il peut être implanté[26],[27],[28]. Faire voler le CL-52 est un cauchemar[29]. Après l'abandon du développement de l'Avro Arrow, l'appareil est rendu aux États-Unis après 35 heures de vol et est démantelé. Il est le seul B-47 à avoir été utilisé par un autre pays que les États-Unis.
- YB-47C/XB-56 : projet de remotorisation de la flotte proposé par Boeing. Cette version est initialement désignée XB-56, puis YB-56, et les appareils de production doivent être des B-56A ; elle deviendra ensuite YB-47C[30],[31]. Les six turboréacteurs J47 de 23 kN de poussée unitaire doivent être remplacés par quatre Allison J35 développés à la fin des années 1940[31],[32]. Ces derniers développent une poussée de 38 kN à sec et de 43 kN avec postcombustion. Des J71, du même motoriste sont finalement adoptés au lieu des J35[32],[33]. Un B-47B est sélectionné pour être remotorisé mais le projet est abandonné en décembre 1952, avant que l'appareil ne soit converti[30],[31],[32].

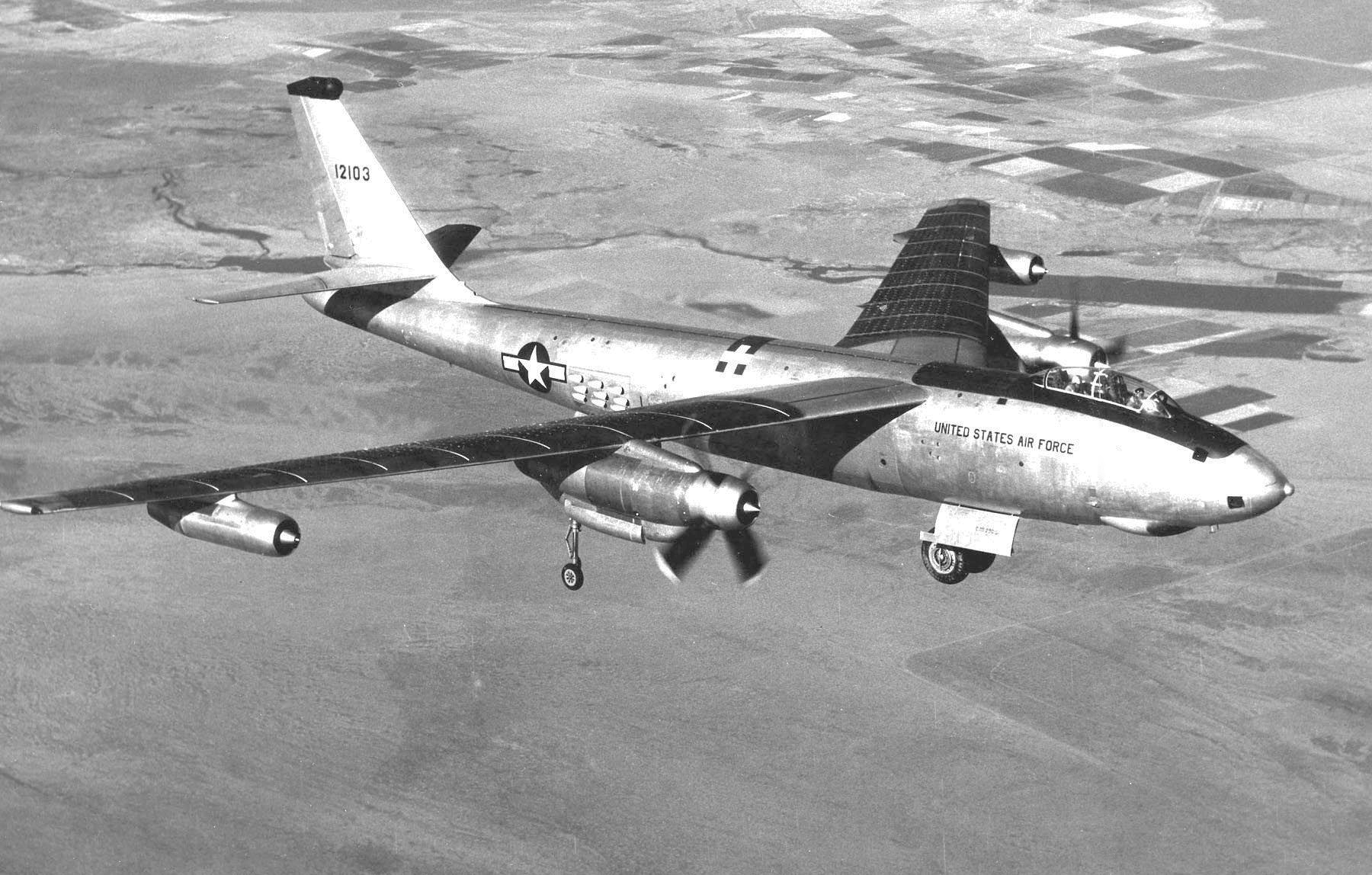
Un XB-47D en vol, train sorti. Les nacelles intérieures sont équipées de turbopropulseurs Wright YT49-W-1 entraînant des hélices à quatre pales.

- XB-47D : deux B-47B sont modifiés en tant que plateforme d'essai[34],[35],[36],[37]. Les deux réacteurs jumelés de chaque nacelle intérieure sont remplacés par un unique turbopropulseur Wright YT49-W-1[36], dérivé du turboréacteur J65, entraînant une hélice à quatre pales[34],[38],[39]. À cause de problèmes dans le développement, le premier vol n'a lieu que le 26 août 1955[34],[37]. Les performances de l'appareil sont comparables à celles des B-47 conventionnels et ses hélices à pas réversible peuvent réduire la distance nécessaire pour l'atterrissage[37]. Néanmoins, l'USAF n'est pas convaincue et le programme est abandonné[34],[39].
- NB-47E : un B-47E est prêté à la marine des États-Unis pour tester en vol le turboréacteur GE TF34-2 destiné à l'avion de lutte anti-sous-marine Lockheed S-3 Viking ; le TF-34 est installé sous l'aile gauche, entre les deux nacelles de J47[40]. Ce B-47E reçoit la désignation NB-47E et effectue des vols d'essai de 1969 à 1975[41].
- WB-47E : à la suite du WB-47B de reconnaissance météorologique, 34 B-47E sont convertis par Lockheed en WB-47E au début des années 1960. Ces appareils sont allégés des systèmes de combat et notamment de la tourelle arrière. Ils emportent des caméras dans le nez pour prendre des photos des formations nuageuses et emportent des systèmes de mesures dans la soute à bombes. Ils sont utilisés par le Military Airlift Command jusqu'en octobre 1969 et seront les derniers B-47 à être retirés du service actif.
- KB-47F et KB-47G : en 1953, deux B-47B sont modifiés pour tester un système de ravitaillement en vol de type probe-and-drogue[42]. L'avion ravitailleur reçoit la désignation KB-47G tandis que le receveur devient le KB-47F[43],[44]. Le programme est annulé en 1954 car il ne peut tout simplement pas emporter assez de carburant pour être efficace.

## Caractéristiques
|                                    | XB-47                                                | B-47A                    | B-47B                                | B-47E                    | RB-47H                  |
| ---------------------------------- | ---------------------------------------------------- | ------------------------ | ------------------------------------ | ------------------------ | ----------------------- |
| Équipage                           | 3 membres                                            | 3 membres                | 3 membres                            | 3 membres                | 6 membres               |
| Envergure                          | 35,36 m                                              | 35,36 m                  | 35,36 m                              | 35,36 m                  | 35,45 m                 |
| Longueur                           | 32,77 m                                              | 32,55 m                  | 32,55 m                              | 32,61 m                  | 33,13 m                 |
| Surface alaire                     | 132,67 m2                                            | 132,67 m2                | 132,67 m2                            | 132,67 m2                | 132,67 m2               |
| Masse à vide                       | 34 473 kg                                            | 33 221 kg                | 35 426 kg                            | 35 867 kg                | 40 474 kg               |
| Masse avec charge                  | 56 700 kg                                            | 48 108 kg                | 55 633 kg                            | 60 341 kg                | 63 050 kg               |
| Capacité en bombes maximale        | 7 257 kg                                             | 9 980 kg                 | 11 340 kg                            | 11 340 kg                | 383 kg                  |
| Masse maximale au décollage        | 73 709 kg                                            | 71 214 kg                | 83 915 kg                            | 104 326 kg               | 88 511 kg               |
| Moteurs                            | 6 × GE J35-GE-7                                      | 6 × GE J47-GE-11         | 6 × GE J47-GE-23                     | 6 × GE J47-GE-25 ou 25A  | 6 × GE J47-GE-25        |
| Poussée unitaire                   | 16,68 kN                                             | 23,13 kN                 | 26,29 kN                             | 32,03 kN                 | 32,03 kN                |
| Vitesse de croisière               | -                                                    | 785 km/h                 | 802 km/h                             | 806 km/h                 | 785 km/h                |
| Vitesse maximale à altitude donnée | 1 070 km/h à 4 570 m                                 | 965 km/h à 2 680 m       | 978 km/h à 4 970 m                   | 978 km/h à 4 970 m       | 956 km/h à 4 570 m      |
| Distance de décollage              | -                                                    | 2 200 m                  | 3 250 m                              | 3 660 m                  | 2 830 m                 |
| Plafond opérationnel               | 12 500 m                                             | 13 500 m                 | 12 400 m                             | 12 000 m                 | 11 500 m                |
| Vitesse ascensionnelle             | 945 m/min                                            | 1 190 m/min              | 1 455 m/min                          | 1 326 m/min              | 1 128 m/min             |
| Rayon d'action                     | 4 910 km                                             | 2 500 km                 | 3 156 km                             | 3 800 km                 | 2 815 km                |
| Endurance                          | -                                                    | 6,45 heures (6 h 27 min) | 8,27 heures (8 h 16 min)             | 9,42 heures (9 h 25 min) | 6,4 heures (6 h 24 min) |
| Armement défensif                  | 2 mitrailleuses de 12,7 mm (0.5 BMG), non installées | Aucun                    | 2 mitrailleuses de 12,7 mm (0.5 BMG) | 2 canons M24A1 de 20 mm  | 2 canons M24A1 de 20 mm |

Sources : Joe Baugher,,,, Marcelle Size Knaack.

## Appareils préservés
Sur plus de 2 000 appareils construits, 23 exemplaires sont préservés ; ils sont exposés dans des musées, sur des bases aériennes et certains sont abandonnés. Ils se trouvent tous aux États-Unis.
| Serial  | Emplacement                                                                   | Historique | Image |
| ------- | ----------------------------------------------------------------------------- | --- | ----- |
| 46-066  | Air Force Flight Test Center Museum, Edwards AFB (Californie)                 | Assemblé à l'usine Boeing de Seattle en tant de XB-47, c'est le deuxième B-47 construit, après le 46-065. Il effectue son premier vol le 21 juillet 1948 puis réalise des vols d'essais sur la base Edwards. En 1954, le premier prototype est démoli, ce qui fait du 46-066 le plus ancien B-47 existant et le seul XB-47 préservé. D'abord exposé au Chanute Air Museum, il est déplacé vers la base Edwards en 2016 et doit être restauré,.                |       |
| 50-0062 | Mighty Eighth Air Force Museum, Pooler (Géorgie)                              | Il est construit à l'usine de Wichita en tant que B-47B puis devient un avion d'entraînement en 1954 sous la désignation TB-47B. En 1957, l'appareil est brièvement utilisé comme avion d'essai et devient JTB-47B, avant d'être reconverti en TB-47B. Il est retiré en 1961 pour être exposé ; il rejoint le Florence Air and Missile Museum en 1965, puis le Mighty Eighth Air Force Museum en 1998,.                                                       |       |
| 51-2075 | Air Force Flight Test Center, Edwards AFB (Californie)                        | Il s'agit d'un B-47B construit à Wichita, converti en EB-47B puis JB-47B en janvier 1956 avant de devenir TB-47B en février et JTB-47B au mois de mars puis de nouveau TB-47B. Initialement exposé au Air Force Flight Test Center Museum de la base Edwards, il est ultérieurement déplacé sur le polygone de bombardement de la base, situé à l'est de celle-ci. L'épave existe toujours en 2017,. 34° 51′ 41″ N, 117° 46′ 51″ O                            |       |
| 51-2120 | Whiteman AFB, Knob Noster (Missouri)                                          | Il s'agit d'un B-47B construit à Wichita utilisé par le 509th BW du Strategic Air Command ; à son retrait, il est exposé sur la Whiteman AFB,. |       |
| 51-2315 | Grisson Air Museum, Peru (Indiana)                                            | L'appareil est un B-47B construit à Wichita ; il est cloué au sol de manière permanente à la suite d'un atterrissage dur sur la Bunker Hill Air Force Base (Grisson AFB),. |       |
| 51-2360 | Hill Aerospace Museum, Ogden (Utah)                                           | Il s'agit d'un B-47E construit à Wichita et livré le 10 avril 1953 ; il convertit en WB-47E de reconnaissance météorologique en 1965. Il est initialement exposé au New England Air Museum à Windsor Locks, dans le Connecticut. Endommagé à la suite d'une tempête, il est transféré vers la Hill Air Force Base en 2002 où il est en restauration,. |       |
| 51-2387 | Kansas Aviation Museum, Wichita (Kansas)                                      | L'appareil est un B-47E construit à Wichita, ultérieurement converti en WB-47E de reconnaissance météorologique. Il est initialement exposé sur un parking à Oklahoma City avant d'être déplacé vers Wichita en 2007. Il est réassemblé entre 2009 et 2010 et exposé au Kansas Aviation Museum, adjacent à la McConnell Air Force Base où il a été construit,.                                                                                                |       |
| 51-7066 | Museum of Flight, Seattle (Washington)                                        | Il s'agit d'un B-47E construit à Wichita ; l'appareil est ultérieurement converti en WB-47E de reconnaissance météorologique et utilisé par la Navy. Il est ensuite restauré dans sa configuration initiale puis exposé au Museum of Flight de Seattle,. |       |
| 51-7071 | Hightower Park, Altus (Oklahoma)                                              | L'appareil est un B-47E construit à Wichita ; il est utilisé par la 96th Bombardment Wing. À son retrait, il est exposé au Hightower Park à Altus,. |       |
| 52-0166 | Castle Air Museum, Atwater (Californie)                                       | L'appareil est un B-47E construit par la Douglas Aircraft Company dans l'usine de Tulsa. Il est utilisé par les 9th, 509th et 40th Bombardment Wing du Strategic Air Command ; il est ensuite transféré à la Navy pour servir de cible photographique sur le complexe de China Lake, en Californie. En juin 1986, il réalise le dernier vol d'un B-47, entre China Lake et la Castle Air Force Base,.                                                         |       |
| 52-0412 | Dyess AFB, Abilene (Texas)                                                    | L'appareil est un B-47E construit à Wichita, par la suite converti en EB-47E ; il est retiré et stocké au MASDC en 1965. L'avion est ensuite transféré à la Navy qui l'utilise jusqu'en 1977. À son retrait, il est exposé sur le Dyess Linear Air Park, adjacent à la base aérienne du même nom,. |       |
| 52-0595 | Little Rock AFB, Jacksonville (Arkansas)                                      | L'appareil est un B-47E construit à Wichita ; il est exposé sur la base de Little Rock, dans l'Arkansas,. |       |
| 52-1412 | Strategic Air Command & Aerospace Museum, Ashland (Nabreska)                  | L'appareil est un B-47E construit par Douglas à Tulsa, converti par la suite en EB-47E. Il est utilisé par les 301st, 97th, 384th, 321st et 70th Bombardment Wing, ainsi que par la 4047th Strategic Wing et la 3902nd Air Base Wing. Il est retiré en juin 1964 et transféré au Strategic Air Command & Aerospace Museum,. |       |
| 53-2104 | Pueblo Weisbrod Aircraft Museum, Pueblo (Colorado)                            | L'appareil est un B-47E construit à Tulsa par la Douglas Aircraft Company. Il devient NB-47E et sert de banc d'essai pour le turboréacteur à double flux TF34 ; il est également utilisé par la Navy. Le 12 juillet 1979, il est transféré en vol vers Pueblo et porte pour l'occasion l'immatriculation civile N1045Y,. |       |
| 53-2135 | Pima Air and Space Museum, Tucson (Arizona)                                   | L'appareil est un B-47E construit par Douglas à Tulsa ; il est par la suite converti en EB-47E. En décembre 1964, il est retiré et stocké au MASDC ; dans les années 1980, il est déplacé vers le Pima Air and Space Museum. Il porte les marquages du 376th Bombardment Wing,. |       |
| 53-2275 | March Field Air Museum, Riverside (Californie)                                | Livré au Strategic Air Command en février 1955, l'appareil est un B-47E construit à Wichita. Il est transféré à la Navy en août 1964 et termine sa carrière sur le complexe de China Lake. En 1988, il est démonté et déplacé vers le March Field Air Museum,. |       |
| 53-2276 | Barksdale Global Power Museum, Bossier City (Louisiane)                       | Utilisé par la 303rd Bombardment Wing, l'appareil est un B-47E construit à Wichita. Il devient JB-47E comme avion d'essais puis est retiré au MASDC. Il est ensuite déplacé vers le 8th Air Force Museum, adjacent à la Barksdale Air Force Base ; en 2012, le musée est renommé Barksdale Global Power Museum,. |       |
| 53-2280 | National Museum of Nuclear Science and History, Albuquerque (Nouveau-Mexique) | L'appareilest un B-47E construit à Wichita. Dans les années 1960, il est utilisé comme banc d'essai sur la base de Wright-patterson sous la désignation JB-47E ; il devient le premier aéronef de l'USAF équipé de commandes de vol électriques. À son retrait en 1969, il est transféré au musée de l'USAF où il reste exposé jusqu'en 2003. En 2013, il est déplacé vers le National Museum of Nuclear Science & History, à Albuquerque, où il est exposé,. |       |
| 53-2385 | Clyde A. Lewis Park, Plattsburgh (New York)                                   | L'appareil est un B-47E construit à Wichita. À son retrait, il est exposé à proximité de l'aéroport international de Plattsburgh,. |       |
| 53-4213 | McConnell AFB, Wichita (Kansas)                                               | L'appareil est un B-47E construit à Wichita ; il est utilisé par la 98th et la 308th Bombardment Wing du Strategic Air Command. Au moment de son retrait le 7 décembre 1965, c'est l'un des derniers B-47 utilisés sur la Lincoln AFB, au Nebraska. Il est initialement exposé sur l'aérodrome de Wichita avant son déplacement 1988 vers la base de McConnell,.                                                                                              |       |
| 53-4257 | Tinker Heritage Park, Oklahoma City (Oklahoma)                                | L'avion est un RB-47E de reconnaissance construit à Wichita, converti en appareil d'essai sous la désignation JRB-47E puis NRB-47E. À son retrait, il est exposé au Tinker Heritage Park, adjacent à la Tinker Air Force Base,. |       |
| 53-4296 | Air Force Armament Museum, Valparaiso (Floride)                               | Anciennement utilisé par la 55th Strategic Reconnaissance Wing, l'appareil est un RB-47H construit à Wichita. À son retrait le 29 décembre 1967, il est le dernier B-47 utilisé par l'USAF. D'abord stocké au MASDC, il est ensuite modifié et utilisé par l'Air Force Avionics Laboratory pour tester le radar du F-111. Il est exposé au Air Force Armament Museum dans la configuration d'un RB-47H,.                                                      |       |
| 53-4299 | National Museum of the United States Air Force, Dayton (Ohio)                 | L'appareil est un RB-47H construit à Wichita, livré à l'USAF en octobre 1955. Il est employé par la 55th Strategic Reconnaissance Wing jusqu'à son retrait en 1966. Il est ensuite exposé à Salinas, au Kansas, avant d'être transféré vers Dayton,. |       |

## Culture populaire
Le B-47 est largement représenté dans le film Strategic Air Command avec James Stewart. La majorité des scènes avec le B-47 sont filmées sur la base de MacDill en Floride.
Dans une histoire courte des Aventures de Buck Danny, titrée Mission spéciale et publiée en 1956, un B-47 s'écrase contre un barrage lors d'un entrainement au Nevada.